# Николаев, Эдуард Валентинович
Эдуа́рд Валенти́нович Никола́ев  (род. 21 августа 1984 года, Брежнев, СССР) — российский автогонщик, заслуженный мастер спорта России, пятикратный победитель «Ралли Дакар»: один раз в качестве механика в экипаже-победителе (2010) и четыре раза как пилот (2013, 2017, 2018, 2019). С 1 декабря 2023 года - руководитель гоночной команды «КАМАЗ-мастер».

## Биография
Родился 21 августа 1984 года. Отец — Валентин Николаев, шестикратный чемпион России по багги.
Свой путь в большой автоспорт начинал с картинга, которым увлёкся ещё в детстве. На одном из всероссийских чемпионатов по картингу стал победителем. Руководитель команды «КАМАЗ-мастер» Семён Якубов пригласил Николаева в команду. В качестве механика Николаев в 2004—2005 годах в составе разных экипажей одержал четыре победы. В 2006 году на одном из этапов чемпионата России дебютировал в роли водителя «боевого» грузовика. Участвовал в трёх внутрироссийских ралли-рейдах, на всех занял вторые места.
В 2007 году в качестве механика в экипаже Ильгизара Мардеева Николаев впервые принял участие в «Ралли Дакар». Экипаж занял итоговое второе место в своём классе. В 2009 году, уже как механик в экипаже Владимира Чагина вновь завоевал серебро «Ралли Дакар».
В 2010 году экипаж в составе Владимир Чагин (пилот), Сергей Савостин (штурман) и Эдуард Николаев (механик) завоевал первое место на «Ралли Дакар». Спустя полгода, уже в качестве «боевого» пилота, Николаев одержал победу на ралли-рейде «Шёлковый путь».
В 2011 году Николаев дебютировал на «Ралли Дакар» в качестве боевого пилота. Молодой экипаж — дебютант «Ралли Дакар», в который, помимо Николаева, вошли: штурман Вячеслав Мизюкаев и механик Владимир Рыбаков, занял третье место.
В 2012 году на ралли-рейде «Дакар» Николаев, шедший 7-м, был снят с гонки на 5-м этапе после столкновения с внедорожником, так как ввёл судей в заблуждение насчёт времени, которое те должны были ему компенсировать.
В 2013 году экипаж Эдуарда Николаева впервые стал победителем «Ралли Дакар».
Вторую победу на «Ралли Дакар» одержал в 2017 году.
Свой третий "Ралли Дакар выиграл в 2018 году.
В 2019 году стал пятикратным победителем Дакара.

## Спортивные достижения
- 2004 год, «Оптик 2000», механик в экипаже И. Мардеева — 1-е место
- 2004 год, «Хазарские степи», механик в экипаже В. Чагина — 1-е место
- 2005 год, «Великая степь», механик в экипаже В. Чагина — 1-е место
- 2005 год, «Дезерт Челлендж», механик в экипаже В. Чагина — 1-е место
- 2006 год, «Великая Калмыкия» — 2-е место
- 2006 год, «Хазарские степи» — 2-е место
- 2007 год, «Хазарские степи» — 2-е место
- 2007 год, «Лиссабон — Дакар», механик в экипаже И. Мардеева — 2-е место
- 2008 год, этап Чемпионата России «Тихий Дон», механик в экипаже В. Чагина — 1-е место
- 2009 год, «Дакар», механик в экипаже В. Чагина — 2-е место
- 2010 год, «Хазарские степи» — 1-е место
- 2010 год, «Шелковый путь — серия Дакар» — 1-е место
- 2010 год, «Ралли Дакар», механик в экипаже В. Чагина — 1-е место
- 2011 год, «Дакар» — 3-е место
- 2011 год, «Золото Кагана» — 3-е место
- 2011 год, «Симбирский тракт» — 2-е место
- 2012 год, «Золото Кагана», пилот — 1 место
- 2012 год, «Симбирский тракт», пилот — 2 место
- 2012 год, Чемпионат России по ралли-рейдам — 1-е место
- 2013 год, «Ралли Дакар», пилот — 1-е место
- 2013 год, «Золото Кагана» — 2-е место
- 2014 год, «Ралли Дакар», пилот — 3-е место
- 2015 год, «Ралли Дакар», пилот — 2-е место
- 2017 год, «Ралли Дакар», пилот — 1-е место
- 2018 год, «Ралли Дакар», пилот — 1-е место
- 2019 год, «Ралли Дакар», пилот — 1-е место
- 2022 год, «Ралли Дакар», пилот — 2-е место
- 2023 год, «Шелковый путь» — 2-е место[2]

## Награды
- 2006 год — медаль «За доблестный труд»
- 2007 год — медаль ордена «За заслуги перед Отечеством» II степени
- 2007 год — благодарность Кабинета Министров Республики Татарстан
- 2008 год — благодарственное письмо мэра города Набережные Челны
- 2010 год — Орден Дружбы
- 2010 год — знак отличия «За заслуги перед городом Набережные Челны»
- 2011 год — звание «Заслуженный работник транспорта Республики Татарстан»
- 2013 год — благодарность Президента Республики Татарстан
- 2014 — Почетная грамота РТ
- 2014 — Почетная грамота Президента РФ
- 2015 — благодарность Президента РТ
- 2017 — Медаль ордена «За заслуги перед Республикой Татарстан»
- 2018 — орден Почета
- 2019 — благодарность Президента РФ
- 2021 — медаль «100 лет образования ТАССР»
- 2022 — орден «Дуслык»